# St. Thomas Morus (Köln)

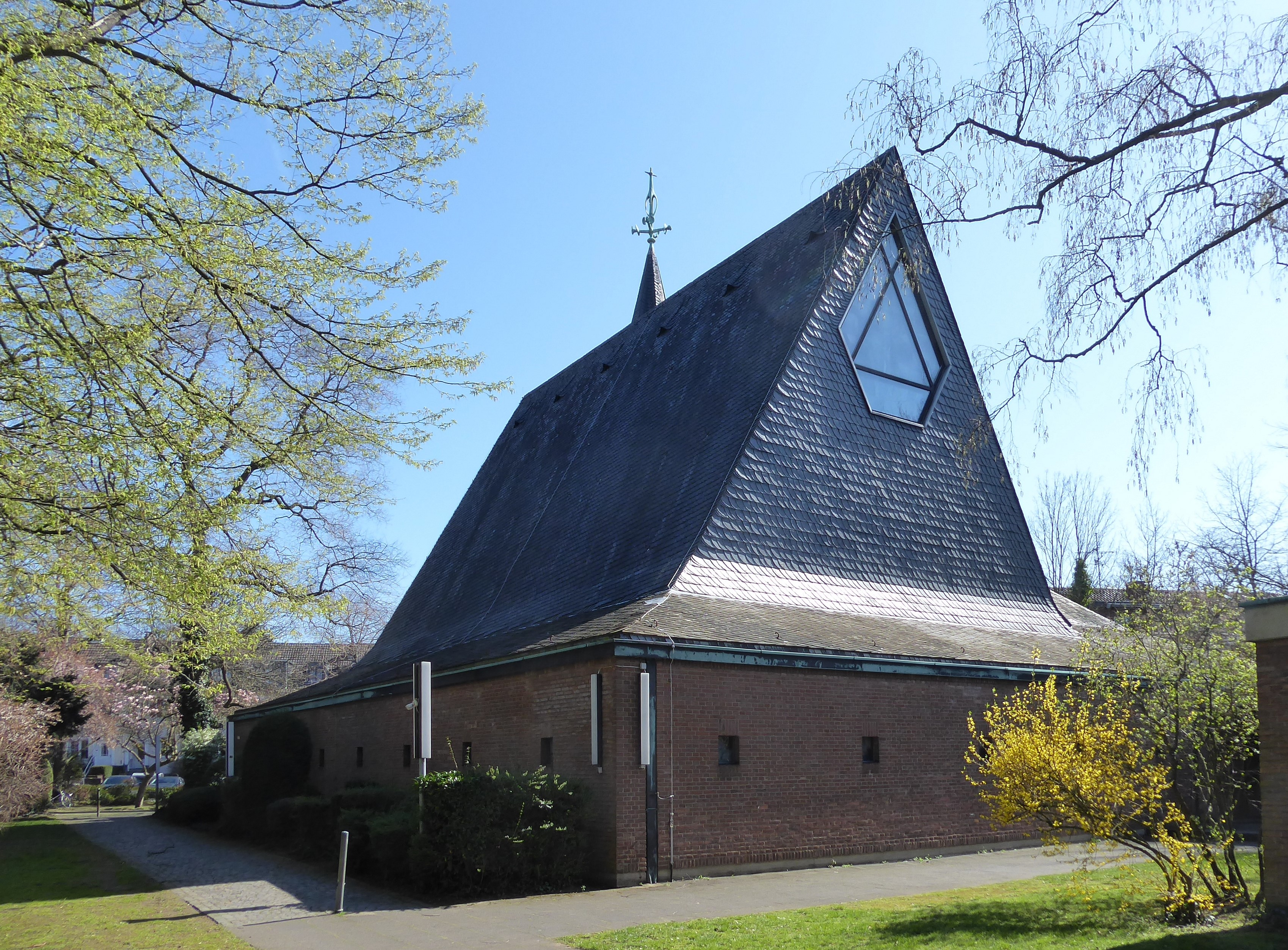
St. Thomas Morus, Köln

Die St.-Thomas-Morus-Kirche ist eine römisch-katholische Kirche im Kölner Stadtteil Lindenthal.

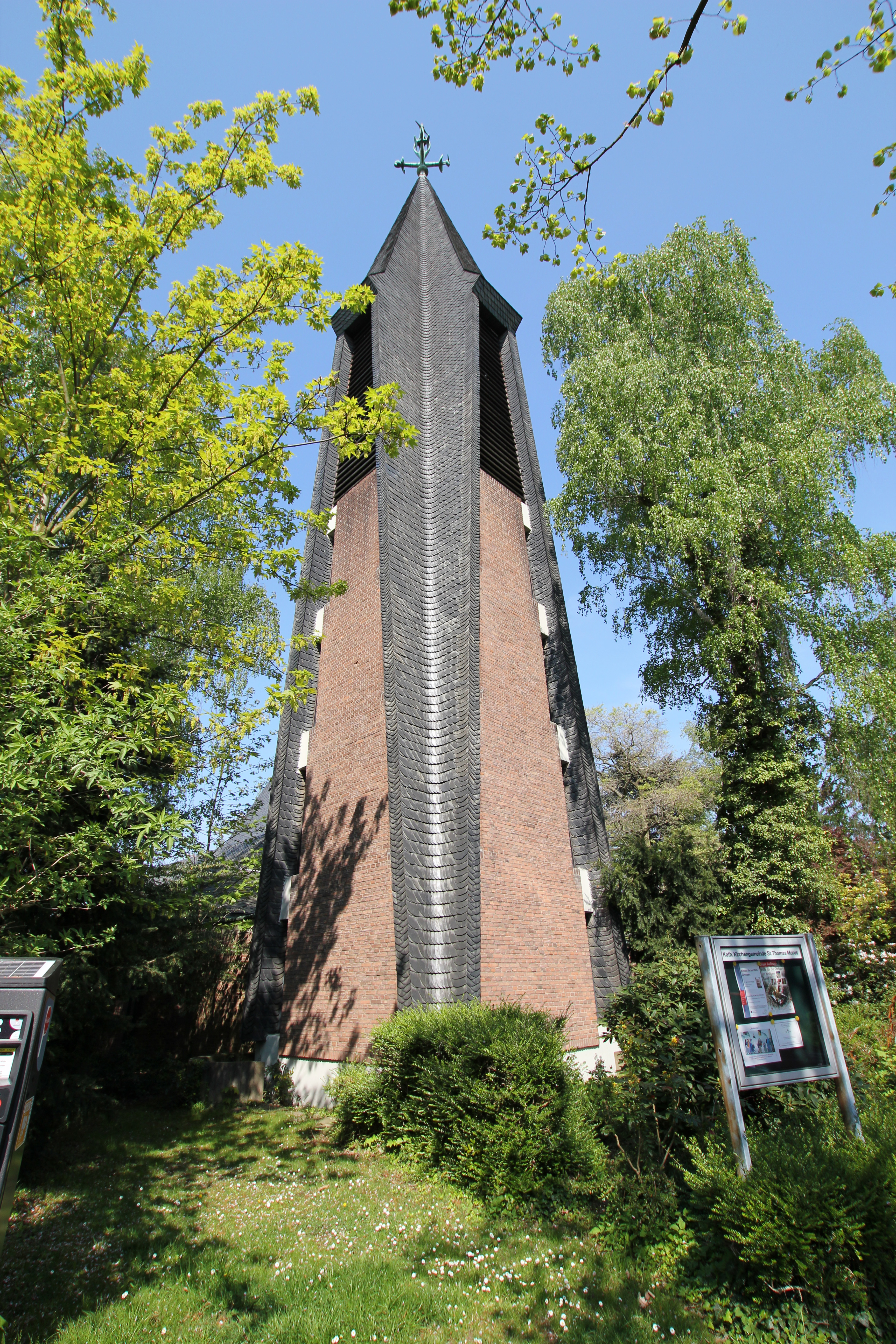
St. Thomas Morus Campanile, Köln

## Geschichte
Die Thomas Morus gewidmete Kirche wurde 1962 bis 1963 nach den Plänen des Kölner Architekten Fritz Schaller erbaut und 1984 ergänzt durch den Anbau eines Pfarrsaals, konzipiert als Oktogon, nach Plänen des Architekten Klaus j.Küpper.

## Beschreibung
Die Kirche besteht aus dem quadratischen Kirchensaal mit einem steilen Satteldach wie ein großes Giebelzelt und einem Kirchturm in Form eines vom Boden aufsteigenden Falthelms, der mit dem restlichen Kirchengebäude durch einen eingeschossigen Bau verbunden ist und das Ortsbild prägt. Das Kirchengebäude gliedert sich in eine Werktagskirche und das Hauptschiff. Im Giebel befindet sich ein großflächiges Giebelfenster mit dem Dreieck als Symbol für die Trinität.
Die beiden Altäre sind von Elmar Hillebrand, der auch das Tabernakel und den Taufstein entworfen hat. Im Erdgeschoss des Turms befindet sich eine Marienkapelle mit Madonna aus der Zeit der Frühgotik. 
Die Orgel wurde 1966 von Johannes Klais Orgelbau erbaut und 2017 renoviert. Sie hat 19 Register auf zwei Manualwerken und Pedal.
Im Kirchturm hängt ein vierstimmiges Glockengeläut aus Bronze, das 1969 von Hans Hüesker in der Glockengießerei Petit & Gebr. Edelbrock, Gescher gegossen wurde.
| Glocke | Name         | Durchmesser | Gewicht | Schlagton |
| ------ | ------------ | ----------- | ------- | --------- |
| 1      | Raphael      | 894 mm      | 400 kg  | a′+4      |
| 2      | Anna         | 743 mm      | 250 kg  | c″+5      |
| 3      | Juliana      | 661 mm      | 170 kg  | d″+4      |
| 4      | Thomas Morus | 555 mm      | 110 kg  | f″+5      |